# Sveti Kozma in Damijan
Sveti Kozma in Damijan, svetnika, * v Siriji, † 303 v Egeji v današnji Turčiji. 

## Življenjepis
Brata dvojčka Kozma in Damijan sta bila dejavna kot zdravnika. Bolne sta zdravila brezplačno in spreobrnila na ta način mnogo ljudi v krščanstvo. Pripoveduje se, kako sta s pomočjo angelov spečemu bolniku hudo razjedeno nogo odrezala in jo nadomestila z zdravo, ki jo je vzel Damjan pravkar umrlemu črncu.

## Pregon
V Dioklecijanovi gonji kristjanov ju je dal prefekt (visoki upravni uradnik) Lysias po tradiciji zvezati z okovi in vrgli so ju v morje, vendar rešil ju je angel. Ogenj, kateri bi ju naj uničil je opekel okoli stoječe, njiju pa je pustil nepoškodovana. Tudi ko so ju zvezali na križ in nanju streljali s puščicami in ju kamenjali, so se tako puščice, kot kamenje odbijali in vračali proti krvnikom. Končno so ju skupaj s tremi soudeleženci brati Anthimusom, Leontiusom in Euprepiusom obglavili. Kamela je s človeškim glasom dejala naj se Kozma in Damijan in trije bratje pokopljejo.

## Spominski dan
- 26. september